# Nuova Unione Sportiva Triestina Calcio 1996-1997
Questa pagina raccoglie le informazioni riguardanti la Nuova Unione Sportiva Triestina Calcio nelle competizioni ufficiali della stagione 1996-1997.

## Rosa
| N. |                   | Ruolo | Calciatore         |
| -- | ----------------- | ----- | ------------------ |
|    | Italia (bandiera) | A     | William Aldrovandi |
|    | Gabon (bandiera)  | D     | Pierre Aubameyang  |
|    | Italia (bandiera) | D     | Paolo Benetti      |
|    | Italia (bandiera) | D     | Gianmaria Berretti |
|    | Italia (bandiera) | D     | Paolo Bianchet     |
|    | Italia (bandiera) | D     | Gianluca Birtig    |
|    | Italia (bandiera) | C     | Ezio Brevi         |
|    | Italia (bandiera) | C     | Giuliano Camporese |
|    | Italia (bandiera) | C     | Alen Carli         |
|    | Italia (bandiera) | D     | Luigi Corino       |
|    | Italia (bandiera) | A     | Marco Di Costanzo  |
|    | Italia (bandiera) | C     | Denis Drioli       |
|    | Italia (bandiera) | D     | Gualtiero Grandini |
|    | Italia (bandiera) | A     | Mirco Gubellini    |

| N. |                   | Ruolo | Calciatore             |
| -- | ----------------- | ----- | ---------------------- |
|    | Italia (bandiera) | A     | Massimo Marsich        |
|    | Italia (bandiera) | C     | Giuseppe Mosca         |
|    | Gabon (bandiera)  | A     | Guy Roger Nzamba       |
|    | Italia (bandiera) | C     | Massimo Pavanel        |
|    | Italia (bandiera) | C     | Gianni Pivetta         |
|    | Italia (bandiera) | C     | Andrea Polmonari       |
|    | Italia (bandiera) | D     | Giuseppe Scattini      |
|    | Italia (bandiera) | A     | Gianfranco Serioli     |
|    | Italia (bandiera) | A     | Marco Spilli           |
|    | Italia (bandiera) | C     | Luciano Stazi          |
|    | Italia (bandiera) | A     | Adriano Alex Taribello |
|    | Italia (bandiera) | D     | Alessandro Ubaldi      |
|    | Italia (bandiera) | D     | Gianfranco Zanotto     |
|    | Italia (bandiera) | P     | Graziano Vinti         |